# David Cliss
David Laurence Cliss (sinh ngày 15 tháng 11 năm 1939) là một cựu cầu thủ bóng đá người Anh thi đấu ở vị trí tiền đạo tầm xa.

## Sự nghiệp
Sinh ra ở Enfield, Cliss chơi bóng ở Anh và Úc cho Chelsea, Guildford City và St. George-Budapest.